# Pasir Intan
Pasir Intan is een bestuurslaag in het regentschap Rokan Hulu van de provincie Riau, Indonesië. Pasir Intan telt 1723 inwoners (volkstelling 2010).